# Рок Оліва
Рок Оліва (ісп. Roc Oliva, 18 липня 1989) — іспанський хокеїст на траві.
Срібний призер Олімпійських Ігор 2008 року, учасник 2012, 2016, 2020 років.
Срібний призер Чемпіонату Європи 2007 року.
Срібний призер Трофею чемпіонів 2008, 2011 років.